# Ібн Тайфур
Ібн Тайфур (*д/н— бл. 1045) — 1-й емір Мертольської тайфи в 1033—1044 роках.

## Життєпис
Про походження нічого невідомо. В часи занепаду Кордовського халіфату встановив владу над Мертолою. У 1023 році в рік припинення халіфату був в Мертолі необмеженим правителем, але з невідомих причнн не прийняв титул еміра.
1030 року в союзі з бадахоською тайфою виступив проти севільського еміра Аббада I, але у битві біля Бежа союзники зазнали важкої поразки. Брата Ібн Тайфура було взято в полон і страчено. Лише 1033 року Ібн Тайфур офіційно титулюється як емір Мертоли.
В подальшому діяв в союзі з емірами Бадахосу проти Севільї. 1044 року був повалений севільським еміром Аббадом II. 1045 року за підтримки військ бадахоського еміра Абу-Бекра спробував відвоювати Мертолу, проте невдало. Можливо загинув у битві або невдовзі помер.